# Instygator trybunalski
Instygator trybunalski (łac. Instigator tribunali) – urząd sądowy przy Trybunale Głównym Koronnym i Trybunale Głównym Wielkiego Księstwa Litewskiego w Rzeczypospolitej Obojga Narodów. Urząd instygatora trybunalskiego dzielił się na dwie grupy funkcyjne - instygatorów skrzynkowych i securitatis (bezpieczeństwa). 
Instygatorzy skrzynkowi odpowiedzialni byli za ściąganie opłat od stron po ogłoszeniu wyroku oraz za porządek i zaopatrzenie trybunału. Wypłacali także pensje personelowi i urzędnikom trybunalskim.
Instygatorzy securitatis (bezpieczeństwa) pilnowali porządku w mieście. Mogli aresztować ludzi w miejscach publicznych o ile ci uchybili porządkowi. Instygatorzy często przemieszczali się w asyście straży trybunalskiej.